# 清水健太郎
清水 健太郎（しみず けんたろう、1952年〈昭和27年〉10月11日 - ）は、日本の歌手、俳優。愛称はシミケン。福岡県小倉市（現：北九州市小倉北区）出身。身長175cm。オフィスKS所属。かつては、田辺エージェンシーやニューセンチュリーレコードに所属していた。

## 経歴
福岡教育大学附属小倉小学校、福岡教育大学附属小倉中学校、福岡県立北九州高等学校、足利工業大学工学部建築学科卒業。

### 「失恋レストラン」でブレイク
大学生時代に北九州市小倉魚町の東映会館前でスカウトされ上京。TBSの若者向け情報番組『ぎんざNOW!』の1コーナー「素人コメディアン道場」に大学の後輩清水アキラが出場してものまねを披露する際にバックでギターを弾いていたのが好評を受ける。1975年から『ぎんざNOW!』で木曜日のコーナーを担当し、そのアイドル的なルックスで大きな話題となる。
1976年11月21日（日曜日）に「失恋レストラン」（作詞・作曲：つのだ☆ひろ）で歌手デビュー。翌1977年にかけ大ヒットとなる。その後も「帰らない/恋人よ」「遠慮するなよ」「泣き虫」などのヒット曲を飛ばした。1977年12月31日に第19回日本レコード大賞で最優秀新人賞を獲得するなど、同年の新人賞受賞を総ナメにし、さらに『第28回NHK紅白歌合戦』に初出場を果たした。同時期にはアイロンパーマをかけた髪を短くカットする清水の独特のヘアスタイルが「健太郎カット」と呼ばれ、男性の間で流行した。
芸名は、自身が昔からの憧れだった清水次郎長と高倉健、菅原文太それぞれから文字をとり、収まりを良くするために「郎」を付けたという説がある。

### 俳優活動
歌手活動と並行し、ドラマ『太陽にほえろ!』で俳優としてもデビュー。『ムー』『ムー一族』などにも出演した。1977年には寺山修司が手がけた初の商業映画として話題を呼んだ『ボクサー』に東映で主演、東映は引き続き同社の主演スターとしてプッシュしていく意向を示すが、歌を重視する事務所の方針で頓挫した。

### オリジナルビデオ・Vシネマへの出演
1985年、アメリカ人モデルと結婚するが、1991年に離婚。同時期からテレビなどの表舞台から遠ざかり、『雀鬼』の桜井章一役などオリジナルビデオ作品を中心に仕事をするようになる。
1994年（平成6年）には後述の経緯で、覚せい剤所持で3度目の逮捕となり懲役1年6か月の実刑判決を受け服役。出所後はどこからも声がかからず、本人も役者の道に戻れるとは思っていなかったため、飲食店で皿洗いのアルバイトをしていたところ、夜通し働いているのを知った先輩俳優の岡崎二朗が「こんなに頑張っているんだから、何とかしてやりたい」と業界関係者にかけあった結果、芸能界復帰が叶った。
復帰後は主に暴力団の組長役が当たり役となり哀川翔、竹内力と並んで“Vシネマの帝王”と呼ばれるまでになった。特に1998年からの『首領への道』シリーズはヒット、ビデオ販売に大きく貢献した。また、4時間超の長編アダルトビデオ『さすらい 愛が泣いている』（脚本・監督・：村西とおる）にも出演した。

### メディア出演の再開
2002年には22歳年下の女優・森香名子と再婚、公私ともに順調に見えていたが、2004年4月離婚。直後に後述の経緯で、再び覚せい剤取締法違反で懲役2年4か月の実刑判決を受け再度服役。2006年5月の仮釈放後は身元引受人新日本キックボクシング協会市原ジム（千葉県市原市）会長・小泉猛の元に住み込み、再起に向け体を鍛錬する日々を送る。一方、2007年3月22日に日本テレビ系列の特別番組『あの人は今!?』で約3年ぶりにテレビ出演し「失恋レストラン」を披露。同年4月には格闘家としてのデビューを発表し、俳優の押尾学にキックボクシング対決を申し込むが、押尾にブログを経由して拒否され、立ち消えとなった。
2008年1月31日、記者会見にて芸能界への復帰を表明。看板シリーズ『首領への道』の原作家である村上和彦を後見人とし、1か月ごとの定期健診を条件に、俳優・歌手業の再開を宣言したものの、どこのプロダクションも清水を獲得しようとしなかった。
2008年2月6日、宮川賢司会のラジオ番組『バツラジ』に出演。
その後、2008年10月には交通事故を起こし、後述の経緯で懲役7か月の実刑となった。そして2010年には再び覚せい剤取締法違反で6度目の逮捕となり、懲役1年10か月の実刑となった。

### 11年ぶりのCDリリース・歌手として活動再開
61歳の誕生日を迎えた2013年10月11日、台東区根岸の歌謡曲カフェ「Lover's」で誕生日パーティーと記念ライブを開催。「失恋レストラン」など15曲を披露し、映画監督として活動を再開する意向を語った。
2014年10月10日、オフィスKSの代表取締役を務める18歳年下の女性と3度目の結婚を発表。約11年ぶりとなるアルバムCD『リスタート（再起動）』をリリース。その後、埼玉や大阪でライブを行い、10月29日にはSoundScanの週間チャートで『リスタート（再起動）』が96位にランクインした。

## 不祥事

### 1970〜90年代の逮捕、大麻覚醒剤所持・使用
1973年（昭和48年）足利工業大学2年在学時、自動車の運転中に当時23歳の歩行者(女性会社員)を轢く死亡事故を起こした。業務上過失致死の現行犯で逮捕拘留、後に起訴された。懲役刑の判決ではなく、罰金15万円の有罪判決と免許停止180日の行政処分を受けた。
1983年に大麻取締法違反で現行犯逮捕された。同事件は起訴猶予処分となった。1986年にも同じく大麻取締法違反で逮捕・起訴され、懲役1年・執行猶予4年の有罪判決を受けた。
1994年（平成6年）、大麻取締法違反及び覚せい剤取締法違反で3度目の逮捕。この時もドラマ『横浜心中』で刑事役を演じていたため、出演が予定されていた『雀鬼・外伝 東海道麻雀無宿』は加納竜が代役として出演した。同事件でも起訴され、懲役1年6か月の実刑判決を受けた。

### 2004年の覚醒剤所持・使用
2004年5月29日、覚せい剤取締法違反で4度目の逮捕。同年8月9日に実刑2年4か月の判決を受け、前橋刑務所に収容。2006年5月仮釈放。

### 2008年のひき逃げ
2008年10月27日午後に東京都台東区の交差点で乗用車を運転中、自転車で交差点を横断していた男性と衝突し、軽傷を負わせそのまま逃走。3日後、警察に出頭し逮捕。
自動車運転過失傷害と道交法違反の罪で起訴され。検察には懲役10か月を求刑され、2009年1月28日に懲役7か月の実刑判決を受けた。清水に判決を言い渡した秋吉淳一郎裁判官は「事故が警察沙汰になれば芸能活動再開の支障になるとの身勝手な理由で逃走した」と非難した。

### 2010年の覚醒剤所持・使用
2010年8月18日に覚せい剤取締法違反（使用）容疑で6度目の逮捕・起訴。
同年11月1日に東京地裁で開かれた公判では「刑務所を出た時は薬物をやめられたと思い違いをしていた。振り返ると、これまではやめる努力をしたことがなかった。今回は薬物依存という病気を治すことに専念する」と述べた。検察には求刑懲役2年6か月を求刑され、同年11月16日に懲役1年10か月の実刑判決を受け、弁護側・検察側とも控訴せず確定。2012年7月に出所し、支援者とともに社会復帰を目指していた。

### 2011年の元妻森香名子の覚醒剤共同所持・使用
清水が2010年の実刑判決で服役中に、清水の元妻である森香名子（元Vシネマ女優で2004年に離婚）も2011年11月に覚せい剤取締法違反（共同所持・使用）で逮捕・起訴され、2012年1月20日に懲役2年・執行猶予4年の有罪判決を受けたが、関東信越厚生局麻薬取締部による調べの過程で、森は清水と交際を開始して間もない2000年頃に、清水に覚醒剤の使用法を教わって使用を開始したことが明らかになった。

### 2013年の合成麻薬使用
2013年5月22日午後6時ごろ、東京・渋谷区の路上で足下をふらつかせながら歩いているところを警察官に職務質問され、尿検査を受けたところ合成麻薬「α-PVP」を使用した疑いの成分が検出されたため2013年6月6日に麻薬及び向精神薬取締法違反（使用）容疑で逮捕。「α-PVP」は、以前は合法ドラッグとして流通されていたが、2013年3月に厚生労働省が麻薬として指定した物であり、清水が違法性を認識していなかったことから6月24日に処分保留で釈放され、7月3日には不起訴処分が決定した。

### 2013年の脱法ハーブ吸引による救急搬送
2013年7月9日午後11時ごろ、台東区にある清水の自宅マンションから「ハーブを吸って吐き気がする」と119番通報があり、清水が30代の知人男性と共に都内病院へ搬送された。搬送時には軽度の意識障害があったが、病院で意識と体力の回復を待って帰宅した。

### 2015年の交通事故
2015年10月22日午前10時過ぎに、東京都文京区本郷の片側3車線の幹線道路を車で走行中に左車線から中央車線に移る際、右後方を走っていた40代の会社員男性が運転する車と接触した。本富士警察署によると、清水の後方不確認が原因と見られ、双方の車の一部が破損したが負傷者はいなかった。清水への刑事処分もなかったと見られる。

## エピソード
- 『ぎんざNOW!』出演時は、同じく準レギュラーだった小堺一機に対して、よく物陰で腹にボディーブローを入れるなど、「かわいがり」を行っていたという。小堺は後年、関根勤との「コサキン」でのラジオ番組で、その際に清水が発した「小堺〜、腹殴らせろぉ」との口ぶりが「ほら貝〜、腹殴らせろぉ」にしか聞こえなかったとのエピソードを話題にしている。
- 大滝詠一が清水の担当ディレクターから頼まれて清水用に「ロンリー・ティーンエイジ・アイドル」と言うタイトルの曲を書いたが、没になり清水には提供されず西田敏行に提供された。
- 1994年の覚醒剤事件で服役し、出所した直後には兄貴分として慕っていた安岡力也から拳で肋骨を折られる私的制裁を受けたとされる[25]。
- 芸能界では上述安岡の他、梅宮辰夫とも親交があった。2010年に覚醒剤使用で逮捕された時にその梅宮からは「一生刑務所入ってろ！」と突き放されている。
- 『首領への道』シリーズに出演していた頃は、鬼沢慶一の話によると、ギャラは推定で1本300万円の好待遇だったという。
- 2000年前後には、青少年を対象とした薬物防止講演も積極的に行い「僕の歯は全て入れ歯です」などと自身の経験を踏まえて薬物の恐ろしさを説いていた[3]。
- 2008年2月6日放送の『バツラジ』に出演した際にも、薬物の恐ろしさを語った。薬物に手を出した理由については「大事なものが何なのかまだわかっていなかった」と、薬物から抜け出すには「その人（自分）を心配してくれる人がいたら止まる（やめる）んじゃないか」と、それぞれ語った。
- 2018年9月には、三田佳子の次男が覚醒剤取締法違反で4度目の逮捕をされたことを受け、TBSテレビ「ビビット」に出演し、「常習は病であり、周囲のサポートが必要」「（覚せい剤は）疲労がポンですわ」と述べ、番組スタッフが「今はまったくない？」と質問すると、「何か（未だに使用していると）疑っているの?」などとコメントした[26]。同インタビューでは三田の次男に向けて「ボクはエールを送りたいですよ。絶対立ち直れるから。オレのところに来い！」とメッセージを送った[26]。

## 出演

### テレビドラマ
- 燃える捜査網 第3話「殺しの罠」（1975年、NET）
- 太陽にほえろ!（日本テレビ）
  - 第207話「絶叫」（1976年）
  - 第323話「愛は何処へ」・第324話「愛よさらば」（1978年） - 尾形清
- 大都会 闘いの日々 第11話「大安」（1976年、日本テレビ） - 川辺
- ムー（1977年、TBS） - 宇崎健太郎
- ムー一族（1978年、TBS） - 宇崎健太郎
- 魂の試される時（1978年、フジテレビ）
- 男たちの旅路 第4部（1979年、NHK） - 尾島清次
- 獅子の時代 第20話 （1980年、NHK）- 反アヘンの清の革命家 洪継賢
- 探偵物語 第20話「逃亡者」（1980年、日本テレビ）
- あいつと俺（1980年・1984年、東京12チャンネル⇒テレビ東京） - 山田平太
- 銀河テレビ小説（NHK）
  - 女の日時計（1981年） - 相沢
- 警視庁殺人課 第3話「狼たちの青春」（1981年、テレビ朝日） - 三郎
- 銭形平次 第815話「悪への惑い」（1982年、フジテレビ） - 吟二
- Gメン'82（1982年 - 1983年、TBS） - 沢田刑事
- 火曜サスペンス劇場（日本テレビ）
  - 松本清張の脊梁（1982年） - 村尾宗一
  - 小京都ミステリー5・奥飛騨三寺まいり殺人事件（1992年）
  - 小京都ミステリー8・北海慕情殺人事件 （1993年）
- 土曜ワイド劇場 (テレビ朝日)
  - 「寝台特急北陸殺人事件」（1985年）
  - 釣部渓三郎の推理!・北アルプス餓鬼岳の殺人 （1986年） - 金巻行雄
  - 知床旅情殺人事件 （1990年） - 深町孝夫
- 月影兵庫あばれ旅（テレビ東京）
  - 第1シリーズ 第2話「消えた姫君を追え!（後編）」（1989年） - 松江小十郎
  - 第2シリーズ 第9話「野良犬の牙!」（1990年） - 藤森格之介
- ゴリラ・警視庁捜査第8班 第27話「瀬戸内冒険団」（1989年、テレビ朝日）
- 神谷玄次郎捕物控 第1話「誘拐」（1990年、フジテレビ）
- 江戸中町奉行所（1990年・1992年、テレビ東京） - 多吉
- 八百八町夢日記（日本テレビ）
  - 第1シリーズ 第13話「幻の旅路」（1990年） - 花木源之丞
- 暴れん坊将軍III 第100話「春遠き お捨屋敷の女」（1990年2月24日） - 滝口和三郎
- TBS大型時代劇スペシャル（TBS）
  - 坂本龍馬（1989年） - 池田虎之進
  - 武田信玄（1991年） - 鬼小島弥太郎
- 秋の時代劇スペシャル 豪剣! 賞金稼ぎ無用ノ介 二つの顔のお尋ね者・修羅街道に美女七人（1990年、テレビ朝日） - 銀次郎
- 刑事貴族3 第15話「愛のためらい」（1992年8月28日、日本テレビ）
- 横浜心中（1994年、日本テレビ） - 滝本英司
- ドラマ30
  - 泣かないでママ（1994年、CBC） - 小野沢

### 映画
- 暴走の季節（1976年） - レフトの信
- 武闘拳 猛虎激殺!（1976年） - 伊波良一
- 爆発! 750cc族（1976年） - 早川
- ボクサー（1977年） - 天馬哲生
- トラック野郎・男一匹桃次郎（1977年） - 村瀬薫
- 総長の首（1979年） - 新堂卓
- 制覇（1982年） - 野口義治
- 家族ゲーム（1983年） - 若い先生
- 人魚伝説（1984年） - 宮本祥平
- 海燕ジョーの奇跡（1984年） - ルポライター・沢井
- 湾岸道路（1984年） - 佐々木
- 修羅の群れ（1984年） - 森谷義男
- 最後の博徒（1985年） - 杉本良春
- 野蛮人のように（1985年） - タケシ
- キャバレー（1986年） - 前川
- オイディプスの刃（1986年） - 秋浜ヒロシ
- 激動の1750日（1990年） - 四代目神岡組直若 竜野組組長 竜野誠
- シャイなあんちくしょう（1991年） - 柳田正次
- 修羅の伝説（1992年） - 笠部組幹部 山岸進
- 獅子王たちの最后（1993年） - 鳴門隆
- 極道三国志 シリーズ（1997年 - 2000年） - 主演・勝一平
  - 極道三国志（1997年）
  - 極道三国志2 総長への道（1998年）
  - 極道三国志3 血染めの九州死闘篇（2000年）
  - 極道三国志4 最後の博徒 血の抗争（2000年）
  - 極道三国志5 山陽道10年戦争（2000年）
- 実録新宿の顔 新宿愚連隊物語2（1997年） - 刑事
- 安藤組外伝 群狼の系譜（1998年） - 如月
- 修羅がゆく7 四国烈死篇（1998年） - 土佐一家総長 桂竜太郎
- 必殺! 三味線屋・勇次（1999年） - 内田平内
- 平成金融道 裁き人（1999年） - 速水吾郎
- 外道 GEDO THE FATAL BLADE（2000年） - 龍神
- 突破者太陽傳（2000年） - 満田洋太郎[27]
- 狂弾II アジア暴力地帯（2001年） - 周延明
- 龍虎兄弟（2002年） - 武田組組長 武田慶太郎
- 劇場版 首領への道（2003年） - 主演・島田組 桜井鉄太郎
- Run2U コリアン・コネクション（2003年）
- 跋扈妖怪伝 牙吉（2004年） - 鬼蔵（妖怪）

### Vシネマ
- 夜のストレンジャー 恐怖（1991年、東映Vシネマ）
- コードネームK レディ・コネクション（1991年） - チャン
- 監禁逃亡（1992年）- 森村刑事
- とられてたまるか!（1992年）- ジン
- 雀鬼（1993年-1995年、監修：桜井章一） - 主演・桜井章一
  - 雀鬼 裏麻雀勝負!20年間無敗の男（1993年3月5日）
  - 雀鬼2 白刃を背に（1993年10月22日）
  - 雀鬼3 治外法権麻雀（1994年2月25日）
  - 雀鬼4 麻雀代理戦争（1994年10月21日）
  - 雀鬼5[完結編] ひとりだけの引退試合（1995年2月24日）
- 新桃太郎伝説 七夕の村は激戦区（1993年） - 銀次
- もっと過激 ふざけんじゃあネェ!（1994年、東映ビデオ）※ゆうばり国際・冒険 ファンタスティック映画祭'94 ビデオ邦画部門グランプリ受賞作品
- ジ・ゴ・ロ（1995年）
- 改造屋総長エイジ（1996年） - 主演・山川栄治
- 極道競馬 がぶノミ荒矢（1997年） - 主演・がぶノミ荒矢（プロフィット25社長）
- 日本極道史シリーズ
  - 日本暴力地帯 全4作（1997年-1998年） - 大和田組若頭 荻原朝重
  - 首領への道 シリーズ 1 - 24（1998年6月-2005年8月） - 主演・島田組 桜井鉄太郎
  - 日本極道史 仁義絶叫 全5作（1999年-2000年） - 侠和会若頭 大熊組組長 大熊鋭二郎 ※特別出演
  - 日本極道史 誇り高き戦い（1999年） - 森田組 松浦勇吉
  - 日本極道史 さらば仁義 全2作 （2000年） - 主演・村木
- 真・雀鬼 シリーズ 全19作（1998年11月-2004年5月21日、監修：桜井章一） - 主演・桜井章一
- ゼニ学 シリーズ（1999年 - 2001年、原作：青木雄二） - 主演
  - ゼニ学 浪花裏金融伝（1999年5月14日） - ナニワ国際大学経済学部教授 黒沢豹太郎
  - ゼニ学 禁断の錬金術篇（2000年1月14日） - ナニワ国際大学経済学部教授 黒沢豹太郎
  - ゼニ学 悪女の決算篇（2000年2月10日） - ナニワ国際大学経済学部教授 黒沢豹太郎
  - 裏ゼニ学 法の穴商売（2001年1月26日） - 裁判官 神代金四郎
  - 裏ゼニ学2 なにわ金(マルキン)法廷（2001年3月9日） - 裁判官 神代金四郎
- GEDO 外道（2000年） - 末松組ロス支部長 龍神
- 修羅の絆（2000年） - 主演・小西テルジ
- パチスロ水滸伝 勝負師の絶縁状（2000年、大映） - 天龍（九龍の首領）
- 愛が泣いている さすらい（2001年（DVD）、監督・脚本・出演：村西とおる）※岡崎二朗・本郷直樹と共演。
- 続・広島やくざ戦争 流血!第三次抗争勃発!（2001年）- 大阪 浪岡組組長 浪岡弘之
- ブルースの錠 シリーズ（2001年）- 木蓮組若頭 海藤卓也
- 暴力商売 シリーズ（2001年-2002年） - 主演・権野太一
  - 暴力商売（2001年4月）
  - 暴力商売 2 ナニワ頂上作戦（2001年7月）
  - 暴力商売 金融餓狼伝（2002年2月）
  - 暴力商売 金融餓狼伝2（2002年4月）
- 実録・絶縁（2001年） - 主演・山王会若頭補佐 権藤組組長 権藤政夫
- 実録・鉄砲玉（2001年） - 羽山組系滝沢組組長 滝沢
- 実録・史上最大の抗争 義絶状（2002年8月） - 主演・三代目山王会若頭補佐 武田組組長 武田力也
  - 実録・史上最大の抗争 義絶状2（2002年10月） - 主演・四代目山王会会長 武田力也
- 実録・北海道やくざ戦争 北海の挽歌（2002年） - 錦城会 錦城一家 岸森組組長 岸森哲也
- 実録・大阪やくざ戦争 報復 シリーズ（2002年） - 主演・三代目山王会 谷健組若頭補佐 法力会会長 法力朱雀
- 愚連隊の神様 万寿十一伝説 紅蓮（2002年）
  - 愚連隊の神様 万寿十一伝説 紅蓮 大陸からの刺客（2002年）
- 北の狼（2003年） - 星川組組長
- 昭和博徒伝（2003年）- 花村誠二郎
  - 昭和博徒外伝（2003年） - 花村誠二郎
- 実録・瀬戸内やくざ戦争 伊予路水滸伝（2003年） - 二代目大日本昭和会 剛誠会理事長補佐 山浦組組長 山浦敬介
- 実録・みちのく抗争 死守りの盃（2003年） - 五代目山王会 三代目谷健組本部長 片倉敏明
- 実録・関東やくざ戦争 修羅の盃（2003年） - 錦城会錦城一家岸森組組長 岸森卓也
  - 実録・関東やくざ戦争2 修羅の代紋（2004年）
- 鉄砲玉、弾ンだ（2004年） - 静岡 美浜会若頭 畑山新造
- 新・日本の首領（2004年） - 義仁会幹部→井垣組組長 井垣辰夫
- 博徒道 襲名披露（2004年7月） - 主演・中井誠二郎
- 修羅の門（2005年、※村上和彦映像化100本記念作品） - 二代目大政組二代目尾形組舎弟 倉嶋正吾
- 実録・九州やくざ抗争 誠への道 完結篇（2007年） - 四代目山王会直参稲田一家代貸 岩神会会長 岩神大洋
- ピストル楊2 PISTOLACTION（2013年6月） - 曹（香港マフィア「40K」大幹部）※特別出演
- 極妻代紋（2014年）※特別出演

### バラエティ番組
- ぎんざNOW!（TBS）
- ものまね王座決定戦（フジテレビ）
- それゆけ!マーシー（毎日放送）
- あの人は今（日本テレビ）
- 人間ふしぎ不思議（TBS）
- みどころガンガン大放送（TBS）
- たまりまセブン大放送!（TBS）
- ビビット（2018年9月12日、TBS）[26]

## ディスコグラフィ

### シングル
| #           | 発売日          | A/B面       | タイトル                   | 作詞        | 作曲         | 編曲           | 規格品番    |
| CBS・ソニー | CBS・ソニー     | CBS・ソニー | CBS・ソニー                | CBS・ソニー | CBS・ソニー  | CBS・ソニー    | CBS・ソニー |
| ----------- | --------------- | ----------- | -------------------------- | ----------- | ------------ | -------------- | ----------- |
| 1           | 1976年 11月21日 | A面         | 失恋レストラン             | つのだひろ  | つのだひろ   | つのだひろ     | 06SH-89     |
| 1           | 1976年 11月21日 | B面         | アイ・ラブ・ユーSO         | つのだひろ  | つのだひろ   | つのだひろ     | 06SH-89     |
| 2           | 1977年 4月21日  | A面         | 帰らない                   | つのだひろ  | つのだひろ   | 馬飼野康二     | 06SH-139    |
| 2           | 1977年 4月21日  | B面         | 恋人よ                     | つのだひろ  | つのだひろ   | 馬飼野康二     | 06SH-139    |
| 3           | 1977年 8月21日  | A面         | 遠慮するなよ               | 宇崎竜童    | 宇崎竜童     | EDISON         | 06SH-200    |
| 3           | 1977年 8月21日  | B面         | アローン                   | 宇崎竜童    | 宇崎竜童     | EDISON         | 06SH-200    |
| 4           | 1977年 12月5日  | A面         | 泣き虫                     | つのだひろ  | つのだひろ   | 萩田光雄       | 06SH-249    |
| 4           | 1977年 12月5日  | B面         | バイバイ・ララバイ         | つのだひろ  | つのだひろ   | 萩田光雄       | 06SH-249    |
| 5           | 1978年 3月21日  | A面         | きっと今日からは           | つのだひろ  | つのだひろ   | 大野雄二       | 06SH-274    |
| 5           | 1978年 3月21日  | B面         | ブルー・トレイン           | つのだひろ  | つのだひろ   | 萩田光雄       | 06SH-274    |
| 6           | 1978年 5月21日  | A面         | きれいになったね           | 岸ヨシキ    | 岸ヨシキ     | 萩田光雄       | 06SH-343    |
| 6           | 1978年 5月21日  | B面         | 今日のあいつ               | 岸ヨシキ    | 岸ヨシキ     | いしだかつのり | 06SH-343    |
| 7           | 1978年 9月1日   | A面         | さらば                     | 阿久悠      | 吉田拓郎     | 石川鷹彦       | 06SH-383    |
| 7           | 1978年 9月1日   | B面         | いいじゃないか             | 吉田拓郎    | 吉田拓郎     | 瀬尾一三       | 06SH-383    |
| 8           | 1978年 12月5日  | A面         | ドロウ                     | 阿久悠      | ふとがね金太 | 戸塚修         | 06SH-426    |
| 8           | 1978年 12月5日  | B面         | スクリュードライバー       | 堀内直樹    | 清水健太郎   | いしだかつのり | 06SH-426    |
| 9           | 1979年 2月25日  | A面         | どんでん返しだベイビー     | 阿久悠      | 川口真       | 萩田光雄       | 06SH-460    |
| 9           | 1979年 2月25日  | B面         | 午後9時15分                | 阿久悠      | 川口真       | 萩田光雄       | 06SH-460    |
| 10          | 1979年 6月21日  | A面         | デイ・ドリーム             | 大野真澄    | 東郷昌和     | 渡辺茂樹       | 06SH-553    |
| 10          | 1979年 6月21日  | B面         | リメンバー                 | 大野真澄    | 東郷昌和     | 渡辺茂樹       | 06SH-553    |
| 11          | 1980年 6月21日  | A面         | くちびる                   | 阿久悠      | 大野克夫     | 萩田光雄       | 06SH-790    |
| 11          | 1980年 6月21日  | B面         | たそがれはもの憂いブルース | 阿久悠      | 大野克夫     | 萩田光雄       | 06SH-790    |
| 12          | 1981年 5月1日   | A面         | 湘南哀歌                   | 阿久悠      | 宇崎竜童     | 川口真         | 07SH-982    |
| 12          | 1981年 5月1日   | B面         | バイ・バイ・コメディー     | ちあき哲也  | 芳野藤丸     | 大谷和夫       | 07SH-982    |
| MAY KISS    |                 |             |                            |             |              |                |             |
| 13          | 1994年 9月25日  | 01          | アメジスト                 | 神力裕      | 大山功       | 新井理生       | TKDM-78043  |
| 13          | 1994年 9月25日  | 02          | 失恋レストラン             | つのだひろ  | つのだひろ   | 新井理生       | TKDM-78043  |
| SVAC        |                 |             |                            |             |              |                |             |
| 14          | 2003年 11月19日 | 01          | OYAJI                      | 清水健太郎  | 野口義広     | 淺野勝盛       | SVDA-151    |
| 14          | 2003年 11月19日 | 02          | 海に唄おう                 | 清水健太郎  | 清水健太郎   | 淺野勝盛       | SVDA-151    |

### アルバム

#### オリジナルアルバム
| 発売日                     | アルバム | 規格                       | 規格品番                   | 備考                       |
| CBS・ソニー / Sony Records | CBS・ソニー / Sony Records | CBS・ソニー / Sony Records | CBS・ソニー / Sony Records | CBS・ソニー / Sony Records |
| -------------------------- | --- | -------------------------- | -------------------------- | -------------------------- |
| 1977年                     | 清水健太郎 ファースト A面 1. 失恋レストラン 2. きっと今日からは 3. 恋人よ 4. 海に唄おう 5. 知らず知らずのうちに 6. 帰らない B面 1. いつもなら 2. 夜ふけ 3. わかれ 4. 両切りのキャメル 5. 酒と泪と男と女 6. まだ春なのに | LP                         | 25AH-200                   |                            |
| 1977年                     | 清水健太郎 ファースト A面 1. 失恋レストラン 2. きっと今日からは 3. 恋人よ 4. 海に唄おう 5. 知らず知らずのうちに 6. 帰らない B面 1. いつもなら 2. 夜ふけ 3. わかれ 4. 両切りのキャメル 5. 酒と泪と男と女 6. まだ春なのに | CT                         | 25KH 140                   |                            |
| 1991年6月15日              | 清水健太郎 ファースト A面 1. 失恋レストラン 2. きっと今日からは 3. 恋人よ 4. 海に唄おう 5. 知らず知らずのうちに 6. 帰らない B面 1. いつもなら 2. 夜ふけ 3. わかれ 4. 両切りのキャメル 5. 酒と泪と男と女 6. まだ春なのに | CD                         | SRCL-1879                  | CD選書復刻                 |
| 1977年                     | WITHOUT A面 1. Sunrise Street 2. Express 3. Sparrow 4. ノックは無用 5. Air Mail 6. Afternoon Funky Time B面 1. Monologue 2. Sunset Beach 3. あふれる涙はこの胸で 4. Good Night Lullaby 5. Without | LP                         | 25AH-275                   |                            |
| 1978年                     | MR.LONELY / Kentaro III A面 1. ブルー・ハレーション 2. きれいになったね 3. ジェームス・ディーンのように 4. あなたは今 5. 孤独の叫び 6. 泣き虫 B面 1. ミスター・ロンリー 2. 24のバースディ 3. 夢物語 4. サザーン (南行き・逃避行) 5. 君の街まで 6. 夢からさめりゃ                                                                      | LP                         | 25AH-481                   |                            |
| 1979年                     | どんでん返しだベイビー A面 1. どんでん返しだベイビー 2. 見送らないぜ 3. 君に逢えたら 4. 友よ 5. 午後9時15分 B面 1. ドロウ 2. 熱中 3. 季節をこえて 4. いいじゃないか 5. さらば | LP                         | 25AH-671                   |                            |
| ニューセンチュリーレコード | |                            |                            |                            |
| 2014年10月21日             | リスタート 1. 浜辺においで（カラオケ） 2. 東京I Can’t Sleep Tonight 3. みんなの同窓会 4. One Night Show（カラオケ） 5. 東京I Can’t Sleep Tonight（カラオケ） 6. OYAJI（親父）2014 7. 浜辺においで 8. 追憶のブルース（カラオケ） 9. みんなの同窓会（カラオケ） 10. One Night Show 11. OYAJI（親父）2014（カラオケ） 12. 追憶のブルース | CD                         | NCCE-141021                |                            |

#### ベストアルバム
| 発売日         | アルバム                                   | レーベル         | 規格 | 規格品番 |
| -------------- | ------------------------------------------ | ---------------- | ---- | -------- |
| 2001年10月11日 | DREAM PRICE 1000 清水健太郎 失恋レストラン | Sony Music House | CD   | MHCL-19  |

## NHK紅白歌合戦出場歴
| 年度/放送回               | 回 | 曲目           | 出演順 | 対戦相手   |
| ------------------------- | -- | -------------- | ------ | ---------- |
| 1977年（昭和52年）/第28回 | 初 | 失恋レストラン | 05/24  | 高田みづえ |

注意点
- 出演順は「出演順/出場者数」で表す。